# Liste de châteaux et manoirs du Calvados
Cet article recense de manière non exhaustive les châteaux (de défense ou d'agrément), maisons fortes, mottes castrales, manoirs, situés dans le département français du Calvados en région Normandie. Il est fait état des inscriptions et classements au titre des monuments historiques.

## Liste
| Icône            | Signification    | Abréviations             | Abréviations                  | Abréviations             | Abréviations           |
| ---------------- | ---------------- | ------------------------ | ----------------------------- | ------------------------ | ---------------------- |
| Château fort     | Château fort     | = Bastide                | = Ferme fortifiée             | = Maison forte           | = (Néo-)Palladianisme  |
| Renaissance      | Renaissance      | = Château gascon         | = Folie (montpelliéraine)     | = Manoir, Gentilhommière | = Résidence épiscopale |
| Domaine viticole | Domaine viticole | = Classicisme, classique | = Forteresse, fort(ification) | = Maison (noble)         | = Style Beaux-Arts     |
| Palais           | Palais           | = Commanderie            | = Gothique (flamboyant)       | = Néo-baroque            | = Style Second Empire  |
| Ruine ou disparu | Ruine, disparu   | = Château pinardier      | = Hôtel particulier           | = Néo-classique          | = Style italianisant   |
|                  |                  | = Demeure seigneuriale   | ... = Style Louis XII...XVI   | = Néo-gothique           | = Style troubadour     |
|                  |                  | = Éclectisme             | = Logis (seigneurial)         | = Néo-Renaissance        | = Villa (de Nice)      |
| Baroque, rococo  | Baroque, rococo  | = Édifice religieux      | = Motte castrale/féodale      | = Pavillon de chasse     | = Styles du XXe siècle |

| Type                                            | Château                                      | Commune                                       | Protection | Notes                                                                                    | Coordonnées                          | Illustration |
| ----------------------------------------------- | -------------------------------------------- | --------------------------------------------- | --- | ---------------------------------------------------------------------------------------- | ------------------------------------ | ------------ |
| Style Louis XIII                                | Château d'Aguesseau                          | Trouville-sur-Mer                             | Site classé (1964) · Inscrit MH (1995) · Notice no PA00135503                                                              | XVIIe et XIXe siècles                                                                    | 49° 21′ 51″ N, 0° 06′ 13″ E          |              |
| Manoir, gentilhommière                          | Château d'Ailly                              | Bernières-d'Ailly                             | Inscrit MH (1970) · Notice no PA00111085                                                                                   | XIe et XVIIIe siècles                                                                    | 48° 56′ 34″ nord, 0° 04′ 55″ ouest   |              |
| Manoir, gentilhommière                          | Manoir d'Angerville                          | Gonneville-sur-Mer                            | Inscrit MH (1986) · Notice no PA00111368                                                                                   | XVIIe siècle                                                                             | 49° 16′ 59″ N, 0° 02′ 24″ O          |              |
| Maison forte                                    | Manoir d'Argouges                            | Vaux-sur-Aure                                 | Classé MH (1924) · Notice no PA00111781 · Notice no IA00122134                                                             | XVe et XIVe siècles, XVIIe siècle                                                        | 49° 19′ 17″ N, 0° 43′ 13″ O          |              |
| Renaissance · Néo-classique                     | Château d'Assy                               | Ouilly-le-Tesson                              | Inscrit MH (1929, 2005) · Notice no PA00111589 · Notice no IA00000100                                                      | XVIe et XVIIIe siècles                                                                   | 48° 59′ 36″ N, 0° 12′ 06″ O          |              |
| Renaissance · Néo-classique                     | Château d'Aubigny                            | Aubigny                                       | Classé MH (1948) · Notice no PA00111017 · Notice no IA00000894                                                             | XVIe et XVIIe siècles, XIXe siècle                                                       | 48° 54′ 53″ N, 0° 13′ 00″ O          |              |
| Baroque, rococo                                 | Château d'Audrieu                            | Audrieu                                       | Classé MH (1967) · Notice no PA00111018                                                                                    | XVIIIe siècle                                                                            | 49° 12′ 14,5″ nord, 0° 35′ 40″ ouest |              |
| Manoir, gentilhommière                          | Manoir du Bais                               | Cambremer                                     | Inscrit MH (2000) · Classé MH (2001) · Notice no PA00111206                                                                | XVe et XVIe siècles, XVIIIe siècle                                                       | 49° 10′ 01″ N, 0° 02′ 38″ E          |              |
| Style Louis XIII                                | Château de Balleroy                          | Balleroy-sur-Drôme                            | Site classé (1943) · Classé MH (1951) · Notice no PA00111028 · Notice no IA14003369                                        | XVIIe siècle                                                                             | 49° 10′ 45″ N, 0° 50′ 33″ O          |              |
| Néo-classique                                   | Château de Barbeville                        | Barbeville                                    | Inscrit MH (1972) · Notice no PA00111033                                                                                   | XVIIIe siècle                                                                            | 49° 16′ 37″ N, 0° 44′ 49″ O          |              |
| Château fort · Ruine ou disparu                 | Château de Beaumont-le-Richard               | Englesqueville-la-Percée                      | Classé MH (1919) · Inscrit MH (1997) · Notice no PA00111298                                                                | XIIe siècle remanié XVIIe siècle                                                         | 49° 22′ 13″ N, 0° 58′ 00″ O          |              |
| Manoir, gentilhommière                          | Manoir de Beauvais                           | Vaux-sur-Aure                                 | Notice no IA00122135 | XVIe et XVIIe siècles, XIXe siècle                                                       | 49° 18′ 29″ N, 0° 43′ 12″ O          |              |
| Néo-classique                                   | Château de Bénouville                        | Bénouville                                    | Classé MH (1930, 1987) · Notice no PA00111079                                                                              | XVe et XVIIIe siècles                                                                    | 49° 14′ 11″ N, 0° 16′ 52″ O          |              |
| Manoir, gentilhommière                          | Manoir de Beuzeval                           | Houlgate / Gonneville-sur-Mer                 | Inscrit MH (2004) · Notice no PA14000041                                                                                   | XIXe siècle                                                                              | 49° 17′ 38″ N, 0° 02′ 47″ O          |              |
| Style Louis XVI                                 | Château de Biéville                          | Biéville-Beuville                             | | XVIIIe siècle                                                                            | 49° 14′ 02″ N, 0° 19′ 50″ O          |              |
| Manoir, gentilhommière                          | Manoir de Bois du Vigneron                   | Saint-Martin-de-Bienfaite-la-Cressonnière     | | XXe siècle, anglo-normand                                                                | 49° 02′ 59″ N, 0° 21′ 56″ E          |              |
| Néo-classique                                   | Château de la Bonne-Vallière                 | Saint-Laurent-du-Mont                         | | XVIIIe siècle,Directoire                                                                 | 49° 08′ 28″ N, 0° 01′ 03″ E          |              |
| Manoir, gentilhommière                          | Manoir de la Brairie                         | Glos                                          | Classé MH (2005) · Notice no PA00111363                                                                                    | XVe siècle                                                                               | 49° 07′ 22″ N, 0° 16′ 05″ E          |              |
| Manoir, gentilhommière                          | Manoir de Bray                               | Glos                                          | Inscrit MH (1928) · Notice no PA00111364                                                                                   | XVIe siècle                                                                              | 49° 07′ 22″ N, 0° 16′ 05″ E          |              |
| Baroque, rococo                                 | Château de Brécy                             | Saint-Gabriel-Brécy                           | Classé MH (1903, 1914, 1925) · Notice no PA00111666 · Jardin remarquable · Notice no JAR0000243                            | XVIIe et XVIIIe siècles                                                                  | 49° 15′ 49″ N, 0° 34′ 27″ O          |              |
| Renaissance                                     | Château du Breuil                            | Breuil-en-Auge                                | Inscrit MH (1933) · Notice no PA00111119                                                                                   | XVIe et XVIIIe siècles                                                                   | 49° 13′ 52″ N, 0° 12′ 51″ E          |              |
| Manoir, gentilhommière                          | Château les Bruyères                         | Cambremer                                     | | XIIIe et XIXe siècles                                                                    | 49° 08′ 43″ N, 0° 03′ 43″ E          |              |
| Château fort                                    | Château de Caen                              | Caen                                          | Site classé · Classé MH (1997) · Notice no PA00111127                                                                      | XIe et XIXe siècles                                                                      | 49° 11′ 14″ N, 0° 21′ 47″ O          |              |
| Manoir, gentilhommière                          | Manoir de la Caillerie                       | Bayeux                                        | Inscrit MH (1928) · Notice no PA00111066                                                                                   | XVIIe siècle                                                                             | 49° 16′ 52″ N, 0° 42′ 50″ O          |              |
| Manoir, gentilhommière                          | Manoir de Campigny                           | Campigny                                      | Classé MH (1932) · Inscrit MH (1933) · Notice no PA00111210                                                                | XVIe – XVIIe siècle                                                                      | 49° 14′ 35″ N, 0° 48′ 35″ O          |              |
| Néo-classique                                   | Château de Canon                             | Mézidon-Canon                                 | Classé MH (1941) · Notice no PA00111550                                                                                    | XVIIIe siècle                                                                            | 49° 04′ 43″ N, 0° 05′ 41″ O          |              |
| Renaissance                                     | Château de Carel                             | Saint-Pierre-en-Auge (Saint-Pierre-sur-Dives) | Classé MH (1950) · Inscrit MH (2000) · Notice no PA00111714 · Site classé (1967)                                           | XVIe et XVIIIe siècles                                                                   | 49° 00′ 36″ N, 0° 02′ 44″ O          |              |
| Classicisme, classique                          | Château de Carville                          | Souleuvre en Bocage (Carville)                | | XVIIIe siècle                                                                            | 48° 55′ 50″ N, 0° 51′ 38″ O          |              |
| Style Louis XIV                                 | Château de Castilly                          | Castilly                                      | Inscrit MH (2005) · Notice no PA14000059                                                                                   | XVIIe siècle remanié XIXe siècle                                                         | 49° 22′ 13″ N, 0° 58′ 00″ O          |              |
| Manoir, gentilhommière · Style Louis XIII       | Manoir de Cléronde                           | Blay                                          | Inscrit MH (1929) · Notice no PA00111101                                                                                   | XVIIe et XIXe siècles                                                                    | 49° 17′ 43″ N, 0° 50′ 13″ O          |              |
| Manoir, gentilhommière                          | Manoir de Colandon                           | Glos                                          | Inscrit MH (1971) · Notice no PA00111365                                                                                   | XVIIe et XVIIIe siècles                                                                  | 49° 07′ 38″ N, 0° 16′ 49″ E          |              |
| Château fort                                    | Château de Colombières                       | Colombières                                   | Inscrit MH (1927, 2006) · Classé MH (1968) · Notice no PA00111234                                                          | XIe – XIVe siècle, privé, ouvert à la visite                                             | 49° 18′ 11″ N, 0° 58′ 32″ O          |              |
| Manoir, gentilhommière                          | Manoir de Coupesarte                         | Coupesarte                                    | Classé MH (1947) · Notice no PA00111246                                                                                    | XVIe, XVIIe et XVIIIe siècles, privé                                                     | 49° 03′ 30″ N, 0° 06′ 22″ O          |              |
| Château fort                                    | Château de la Cour de Bas                    | Souleuvre en Bocage (Bures-les-Monts)         | | Moyen Âge                                                                                | 48° 56′ 47″ N, 0° 57′ 55″ O          |              |
| Château fort · Ruine ou disparu                 | Château de Courcy                            | Courcy                                        | Inscrit MH (1975) · Notice no PA00111247                                                                                   | XIe siècle, privé                                                                        | 48° 58′ 16″ N, 0° 02′ 27″ E          |              |
| Baroque, rococo                                 | Château de Courseulles                       | Courseulles-sur-Mer                           | Classé MH (1910) · Notice no PA00111249                                                                                    | XVIIe siècle                                                                             | 49° 19′ 48″ N, 0° 27′ 35″ O          |              |
| Néo-classique                                   | Château de la Cressonnière                   | Saint-Martin-de-Bienfaite-la-Cressonnière     | Notice no IA14003314 | XIXe siècle                                                                              | 49° 01′ 33″ N, 0° 21′ 35″ E          |              |
| Château fort                                    | Château de Creully                           | Creully                                       | Classé MH (2004) · Notice no PA00111260                                                                                    | XIIe, XIIIe et XIVe siècles                                                              | 49° 17′ 11″ N, 0° 32′ 24″ O          |              |
| Manoir, gentilhommière                          | Château de Crèvecœur-en-Auge                 | Crèvecœur-en-Auge                             | Inscrit MH (1928, 1954) · Notice no PA00111263                                                                             | XIe et XIIe siècles                                                                      | 49° 07′ 21″ N, 0° 00′ 42″ E          |              |
| Renaissance                                     | Château de Cricqueville-en-Auge              | Cricqueville-en-Auge                          | Inscrit MH (1927, 1996) · Classé MH (1965, 1997) · Notice no PA00111265                                                    | XVIe et XVIIIe siècles                                                                   | 49° 14′ 30″ N, 0° 03′ 50″ O          |              |
| Classicisme, classique                          | Château de Dramard                           | Gonneville-sur-Mer                            | | XVIIe siècle                                                                             | 49° 17′ 08″ N, 0° 03′ 43″ O          |              |
| Château fort                                    | Château de Falaise                           | Falaise                                       | Classé MH (1840) · Notice no PA00111309                                                                                    | Xe et XIIIe siècles                                                                      | 48° 53′ 36″ N, 0° 12′ 14″ O          |              |
| Manoir, gentilhommière                          | Grande Ferme                                 | Crépon                                        | Inscrit MH (1927) · Notice no PA00111258                                                                                   | 1re moitié XVIIe siècle                                                                  | 49° 18′ 45″ N, 0° 32′ 57″ O          |              |
| Classicisme, classique                          | Château de la Ferrière                       | Vaux-sur-Aure                                 | Notice no IA00122127 | première moitié XVIIIe siècle                                                            | 49° 18′ 15″ N, 0° 41′ 59″ O          |              |
| Classicisme, classique                          | Château de Fervaques (Château le Kinnor)     | Livarot-Pays-d'Auge                           | Classé MH (1995) · Notice no PA00111332 · Notice no IA14003312                                                             | XVIe et XVIIe siècles, XIXe siècle                                                       | 49° 02′ 27″ N, 0° 15′ 03″ E          |              |
| Château fort · Classicisme, classique           | Château de Fontaine-Henry                    | Fontaine-Henry                                | Classé MH (2011) · Notice no PA00111341                                                                                    | Moyen Âge, XVIe siècle                                                                   | 49° 16′ 28″ N, 0° 27′ 00″ O          |              |
| Château fort · Classicisme, classique           | Château de la Forêt-Auvray                   | Putanges-le-Lac (La Forêt-Auvray)             | Inscrit MH (2001) · Classé MH (2002) · Notice no PA61000027                                                                | XVIe et XVIIe siècles                                                                    | 48° 49′ 17″ N, 0° 20′ 30″ O          |              |
| Néo-classique                                   | Château Foucher de Careil (de Caumont)       | Houlgate                                      | | XIXe siècle                                                                              | 49° 17′ 29″ N, 0° 05′ 13″ O          |              |
| Classicisme, classique                          | Château de la Fresnaye                       | Falaise                                       | Inscrit MH (1945) · Classé MH (1958) · Notice no PA00111310 · Notice no IA00001026                                         | XVIIe et XVIIIe siècles                                                                  | 48° 53′ 51″ N, 0° 11′ 41″ O          |              |
| Classicisme, classique                          | Château de Fresney-le-Puceux                 | Fresney-le-Puceux                             | Classé MH (1930) · Notice no PA00111356 · Notice no IA00000178                                                             | XVIe et XVIIe siècles                                                                    | 49° 03′ 42″ N, 0° 22′ 13″ O          |              |
| Manoir, gentilhommière                          | Château de Grandcamp (Villa le Manoir)       | Grandcamp-Maisy                               | Inscrit MH (2006) · Notice no PA14000069                                                                                   | XXe siècle                                                                               | 49° 23′ 21″ N, 1° 02′ 12″ O          |              |
| Néo-classique                                   | Château de Guernon-Ranville                  | Ranville                                      | | XVIIIe siècle                                                                            | 49° 13′ 51″ N, 0° 15′ 54″ O          |              |
| Manoir, gentilhommière                          | Manoir des Haies                             | Glos                                          | « Photo », notice no APMH00106963                                                                                          | XIXe siècle                                                                              | 49° 07′ 21″ N, 0° 16′ 01″ E          |              |
| Néo-classique                                   | Château de la Haizerie                       | Vaux-sur-Aure                                 | Notice no IA00122128 | XVIIIe et XIXe siècles                                                                   | 49° 18′ 21″ N, 0° 42′ 20″ O          |              |
| Manoir, gentilhommière · Ferme fortifiée        | Manoir de l'Hermerel                         | Géfosse-Fontenay                              | Inscrit MH (1975) · Notice no PA00111361                                                                                   | XVe siècle                                                                               | 49° 22′ 06″ N, 1° 04′ 37″ O          |              |
| Manoir, gentilhommière                          | Manoir des Hommes (du Homme)                 | Saint-Pierre-en-Auge                          | Inscrit MH (1975) · Notice no PA00111587                                                                                   | XVIe et XVIIIe siècles                                                                   | 48° 58′ 21″ N, 0° 02′ 29″ E          |              |
| Manoir, gentilhommière                          | Manoir d'Houlbec                             | Saint-Pierre-en-Auge                          | Inscrit MH (1993) · Notice no PA00125297 · Notice no IA14003349                                                            | XVe et XVIe siècles, XVIIIe siècle                                                       | 48° 59′ 38″ N, 0° 00′ 36″ E          |              |
| Renaissance                                     | Château du Houley                            | Ouilly-du-Houley                              | Inscrit MH (1927) · Notice no PA00111588                                                                                   | XVIe siècle                                                                              | 49° 10′ 16″ N, 0° 19′ 43″ E          |              |
| Classicisme, classique                          | Château de Jucoville                         | La Cambe                                      | Inscrit MH (1927) · Notice no PA00111201                                                                                   | XVIe et XVIIe siècles                                                                    | 49° 21′ 14″ N, 1° 01′ 11″ O          |              |
| Classicisme, classique                          | Château de Lantheuil (de Manneville)         | Ponts sur Seulles (Lantheuil)                 | Classé MH (2008) · Notice no PA00111465 · Notice no IA14003353                                                             | XVIIe et XVIIIe siècles                                                                  | 49° 16′ 01″ N, 0° 31′ 42″ O          |              |
| Château fort · Classicisme, classique           | Château de Lasson                            | Lasson                                        | Classé MH (1917) · Inscrit MH (1975) · Notice no PA00111466                                                                | XIVe et XVIIe siècles                                                                    | 49° 14′ 04″ N, 0° 27′ 40″ O          |              |
| Manoir, gentilhommière                          | Manoir du Lieu-Rocher                        | Saint-Pierre-en-Auge                          | Inscrit MH (2004) · Notice no PA14000046                                                                                   | XVIIe et XVIIIe siècles                                                                  | 49° 02′ 28″ N, 0° 02′ 13″ E          |              |
| Château fort · Renaissance                      | Château de Lion-sur-Mer                      | Lion-sur-Mer                                  | Classé MH (1926, 1969) · Inscrit MH (1946, 2007) · Notice no PA00111469                                                    | Moyen Âge, XVIe et XVIIe siècles XVIIIe et XIXe siècles                                  | 49° 18′ 09″ N, 0° 19′ 56″ O          |              |
| Néo-classique                                   | Château de Louvière                          | Vaux-sur-Aure                                 | Notice no IA00122139 | XIXe et XXe siècles                                                                      | 49° 17′ 58″ N, 0° 42′ 09″ O          |              |
| Manoir, gentilhommière                          | Manoir de Longeau                            | Crouay                                        | | XVIIe siècle                                                                             | 49° 15′ 16″ N, 0° 50′ 11″ O          |              |
| Classicisme, classique                          | Château de la Londe                          | Biéville-Beuville                             | Inscrit MH (1947) · Notice no PA00111091                                                                                   | XVIIIe siècle                                                                            | 49° 13′ 50″ N, 0° 21′ 57″ O          |              |
| Manoir, gentilhommière                          | Manoir de Louvière                           | Vaux-sur-Aure                                 | Notice no IA00122140 | XVIe et XVIIe siècles, XVIIIe et XIXe siècles                                            | 49° 17′ 55″ N, 0° 42′ 10″ O          |              |
| Classicisme, classique                          | Château de Maisons                           | Maisons                                       | | XVe et XVIIe siècles                                                                     | 49° 19′ 04″ N, 0° 45′ 10″ O          |              |
| Manoir, gentilhommière                          | Manoir de Mathan                             | Crépon                                        | Notice no IA00121837 | 1re moitié XVIIe siècle                                                                  | 49° 18′ 52″ N, 0° 33′ 08″ O          |              |
| Classicisme, classique                          | Château du Mesnil-Guillaume                  | Le Mesnil-Guillaume                           | Inscrit MH (1927) · Notice no PA00111539                                                                                   | XVIe et XVIIe siècles, XVIIIe et XIXe siècles                                            | 49° 06′ 41″ N, 0° 16′ 57″ E          |              |
| Manoir, gentilhommière                          | Clos Mondeville                              | Crépon                                        | Inscrit MH (1927) · Notice no PA00111257                                                                                   | XVe siècle                                                                               | 49° 18′ 39″ N, 0° 33′ 01″ O          |              |
| Manoir, gentilhommière                          | Manoir de Montfragon                         | Souleuvre en Bocage (Carville)                | | XVe siècle                                                                               | 48° 56′ 44″ N, 0° 52′ 01″ O          |              |
| Manoir, gentilhommière                          | Manoir de la Motte                           | Glos                                          | | XVIIe siècle                                                                             | 49° 07′ 45″ N, 0° 17′ 38″ E          |              |
| Néo-classique                                   | Château du Neufbourg                         | Saint-Marcouf                                 | | XVIIIe siècle                                                                            | 49° 15′ 42″ N, 1° 00′ 48″ O          |              |
| Motte castrale ou féodale · Ruine ou disparu    | Château d'Olivet                             | Grimbosq                                      | Inscrit MH (1988) · Notice no PA00111378 · Notice no IA00000169                                                            | Moyen Âge                                                                                | 49° 02′ 34″ N, 0° 25′ 39″ O          |              |
| Classicisme, classique                          | Château d'Outrelaize                         | Gouvix                                        | Inscrit MH (1971, 2005) · Classé MH (2005) · Notice no PA00111369 · Notice no IA00000164 · Notice no IA14003329            | XVIe et XVIIe siècles, XVIIIe et XIXe siècles                                            | 49° 01′ 53″ N, 0° 18′ 41″ O          |              |
| Classicisme, classique                          | Château du Pin                               | Le Pin                                        | Inscrit MH (1965, 1996) · Notice no PA00111600                                                                             | XVIIe et XVIIIe siècles                                                                  | 49° 13′ 14″ N, 0° 19′ 42″ E          |              |
| Château fort · Néo-classique                    | Château de La Pommeraye                      | La Pommeraye                                  | Inscrit MH (2000) · Notice no PA14000019 · Notice no IA00000654 · Notice no IA00000655                                     | XIe et XIIe siècles, XVIIIe et XIXe siècles                                              | 48° 54′ 23″ N, 0° 25′ 02″ O          |              |
| Classicisme, classique                          | Château de Pontécoulant                      | Pontécoulant                                  | Inscrit MH (1927) · Notice no PA00111618 · Notice no IA14003375 · Notice no M0667                                          | XVIIe siècle                                                                             | 48° 53′ 47″ N, 0° 35′ 23″ O          |              |
| Manoir, gentilhommière                          | Manoir de la Quaize                          | Glos                                          | Inscrit MH (1927) · Notice no PA00111366                                                                                   | XVIe siècle                                                                              | 49° 08′ 01″ N, 0° 17′ 29″ E          |              |
| Manoir, gentilhommière · Ferme fortifiée        | Ferme de la Rançonnière (Manoir de Biéville) | Crépon                                        | Inscrit MH (1927, 1970) · Notice no PA00111256                                                                             | fin XIVe siècle                                                                          | 49° 18′ 43″ N, 0° 32′ 50″ O          |              |
| Classicisme, classique                          | Château du Robillard                         | Saint-Pierre-en-Auge                          | Notice no IA14003348 | XVIIe siècle, Lycée Général et Technologique Agricole Le Robillard, Eplefpa Le Robillard | 48° 59′ 13″ N, 0° 00′ 18″ O          |              |
| Manoir, gentilhommière                          | Manoir de la Roque                           | Saint-Pierre-en-Auge                          | Inscrit MH (1993) · Notice no PA00125296                                                                                   | XVe et XVIe siècles, XVIIe siècle                                                        | 48° 57′ 35″ N, 0° 03′ 58″ E          |              |
| Classicisme, classique                          | Château de Saint-André-d'Hébertot            | Saint-André-d'Hébertot                        | Inscrit MH (1948) · Classé MH (1961) · Notice no PA00125296                                                                | XVIIe et XVIIIe siècles                                                                  | 49° 18′ 48″ N, 0° 16′ 52″ E          |              |
| Renaissance                                     | Château de Saint-Germain-de-Livet            | Saint-Germain-de-Livet                        | Classé MH (1924, 1959) · Inscrit MH (2007) · Notice no PA00111671 · Notice no M0668                                        | XVe et XVIe siècles                                                                      | 49° 05′ 21″ N, 0° 12′ 53″ E          |              |
| Renaissance                                     | Château de Saint-Martin-de-Bienfaite         | Saint-Martin-de-Bienfaite-la-Cressonnière     | « Photo », notice no AP67L04612 « Photo », notice no AP67L04610                                                            | XVe siècle                                                                               | 49° 02′ 37″ N, 0° 21′ 40″ E          |              |
| Ferme fortifiée                                 | Château de Saint-Pierre-du-Mont              | Saint-Pierre-du-Mont                          | Inscrit MH (1927) · Notice no PA00111711                                                                                   | XVIe siècle                                                                              | 49° 23′ 18″ N, 0° 59′ 01″ O          |              |
| Renaissance                                     | Château de Sully                             | Sully                                         | Inscrit MH (1933) · Notice no PA00111738                                                                                   | XVIe siècle                                                                              | 49° 18′ 05″ N, 0° 44′ 00″ O          |              |
| Manoir, gentilhommière                          | Manoir de Thiéville (la Commanderie)         | Saint-Pierre-en-Auge                          | Inscrit MH (1927) · Notice no PA00111744                                                                                   | XIVe et XVe siècles                                                                      | 49° 02′ 13″ N, 0° 01′ 32″ O          |              |
| Manoir, gentilhommière                          | Manoir de Thomas Dunot                       | Saint-Pierre-en-Auge                          | Inscrit MH (1973) · Notice no PA00111719                                                                                   | XVIIe siècle                                                                             | 49° 01′ 24″ N, 0° 01′ 45″ O          |              |
| Château fort · Ruine ou disparu                 | Château de Tournebu                          | Tournebu                                      | Inscrit MH (1927) · Notice no PA00111764 · Notice no IA00000693                                                            | XIIIe et XVIe siècles, XVIIe siècle                                                      | 48° 58′ 17″ N, 0° 20′ 33″ O          |              |
| Manoir, gentilhommière                          | Manoir de la Vallée (de Franqueville)        | Glos                                          | |                                                                                          | 49° 06′ 59″ N, 0° 14′ 56″ E          |              |
| Manoir, gentilhommière · Classicisme, classique | Château de Vaucelles (de la Rivière)         | Vaucelles                                     | Inscrit MH (1929) · Notice no PA00111777                                                                                   | XIVe et XVIIe siècles                                                                    | 49° 17′ 24″ N, 0° 44′ 10″ O          |              |
| Classicisme, classique                          | Château de Vaulaville                        | Tour-en-Bessin                                | Inscrit MH (1971) · Classé MH (1971) · Notice no PA00111760                                                                | XVIIIe siècle                                                                            | 49° 18′ 39″ N, 0° 46′ 18″ O          |              |
| Maison forte · Renaissance                      | Manoir de Vaumicel                           | Vierville-sur-Mer                             | Inscrit MH (1927) · Notice no PA00111800                                                                                   | XVIe siècle                                                                              | 49° 22′ 06″ N, 0° 54′ 34″ O          |              |
| Néo-classique                                   | Château de Vaussieux                         | Vaux-sur-Seulles                              | Inscrit MH (1970) · Notice no PA00111782                                                                                   | XVIIIe siècle                                                                            | 49° 16′ 06″ N, 0° 37′ 26″ O          |              |
| Néo-classique                                   | Château de Vendeuvre                         | Vendeuvre                                     | Classé MH (1970) · Inscrit MH (1970) · Notice no PA00111786                                                                | XVIIIe siècle                                                                            | 48° 59′ 15″ N, 0° 04′ 44″ O          |              |
| Château fort · Néo-classique                    | Château de Versainville                      | Versainville                                  | Inscrit MH (1930, 1932, 2008) · Site inscrit (1942) · Classé MH (2008, 2017) · Notice no PA00111791 · Notice no IA14003368 | XVe et XVIIIe siècles, XXe siècle                                                        | 48° 54′ 50″ N, 0° 10′ 49″ O          |              |
| Château fort · Renaissance                      | Château de Victot                            | Victot-Pontfol                                | Inscrit MH (1927, 2003) · Classé MH (1953) · Notice no PA00111796 · Notice no IA14003305                                   | XIIIe et XVIe siècles, XVIIIe et XIXe siècles                                            | 49° 09′ 59″ N, 0° 00′ 57″ O          |              |
| Classicisme, classique                          | Château de Vierville-sur-Mer                 | Vierville-sur-Mer                             | | XVIIe et XIXe siècles                                                                    | 49° 22′ 27″ N, 0° 54′ 25″ O          |              |
| Néo-classique                                   | Château de Villers (de Grosmesnil)           | Glos                                          | |                                                                                          | 49° 08′ 02″ N, 0° 17′ 56″ E          |              |
| Classicisme, classique                          | Château de Villers                           | Villers-Bocage                                | | XVIIe siècle                                                                             | 49° 04′ 15″ N, 0° 39′ 48″ O          |              |
| Maison forte                                    | Château de Villiers-sur-Port                 | Port-en-Bessin-Huppain                        | Inscrit MH (1927) · Notice no PA00111619                                                                                   | XIIe siècle                                                                              | 49° 20′ 19″ N, 0° 47′ 08″ O          |              |
| Château fort · Ruine ou disparu                 | Château de Vire                              | Vire                                          | Classé MH (1913) · Notice no PA00111812                                                                                    | XIe et XIIe siècles                                                                      | 48° 50′ 08″ N, 0° 53′ 32″ O          |              |
| Classicisme, classique                          | Château de Prêtreville                       | Gonneville-sur-Honfleur                       | « Photo », notice no AP80L044527                                                                                           |                                                                                          | 49° 22′ 48″ N, 0° 14′ 54″ E          |              |
| Manoir, gentilhommière                          | Manoir de Gonneville                         | Gonneville-sur-Honfleur                       | |                                                                                          | 49° 23′ 23″ N, 0° 14′ 22″ E          |              |